# 索圣昂热勒
索圣昂热勒（法語：Sceau-Saint-Angel，法語發音：[so sɛ̃.t‿ɑ̃ʒɛl]）是法国多尔多涅省的一个市镇，属于农特龙区。

## 地理
索圣昂热勒（45°28'59"N, 0°41'42"E）面积17.49 平方千米，位于法国新阿基坦大区多爾多涅省，该省份为法国西南部内陆省份，是法國本土面积第三大的省，大致对应佩里戈尔地区，北起顺时针与夏朗德省、上维埃纳省、科雷兹省、洛特省、洛特-加龙省、吉倫特省和滨海夏朗德省接壤。
与索圣昂热勒接壤的市镇（或旧市镇、城区）包括：农特龙、圣马夏尔德瓦莱特、尼佐讷河畔圣弗龙、拉沙佩勒蒙莫罗、坎萨克、圣弗龙拉里维耶尔、圣帕尔杜-拉里维耶尔。

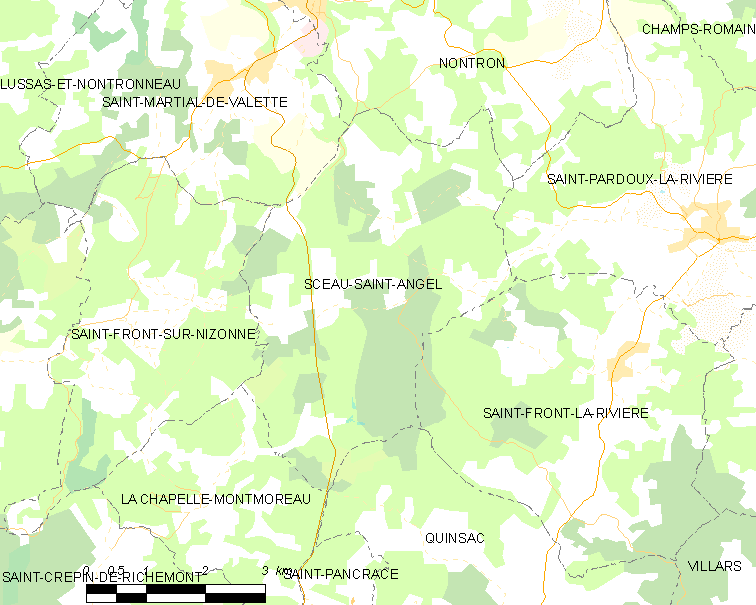
索圣昂热勒的OSM定位图

索圣昂热勒的时区为UTC+01:00、UTC+02:00（夏令时）。

## 行政
索圣昂热勒的邮政编码为24300，INSEE市镇编码为24528。

## 政治
索圣昂热勒所属的省级选区为农特龙绿色佩里戈尔县。

## 人口

1962-2008年间索圣昂热勒人口变化图示

索圣昂热勒于2022年1月1日时的人口数量为126人。